# Happier Than Ever
Happier Than Ever je druhé studiové album americké zpěvačky a skladatelky Billie Eilish, které vyšlo 30. července 2021. Navazuje na její debutové album z roku 2019 When We All Fall Asleep, Where Do We Go?.
Albu předcházelo celkem pět singlů: „My Future“, „Therefore I Am“, „Your Power“, „Lost Cause“ a „NDA“.
Billie uvedla sebereflexi jako největší inspiraci desky. Před vydáním se album stalo nejvíce předem objednaným albem v historii Apple Music. V rámci propagace alba vyjde 3. září 2021 na Disney+ koncertní film Happier Than Ever: A Love Letter to Los Angeles a Billie se vydá na turné Happier Than Ever World Tour v roce 2022.[potřebuje aktualizovat]

## Pozadí
V rozhovoru v lednu 2020 Billie uvedla, že v průběhu roku začne pracovat na svém druhém studiovém albu.
První singl „My Future“ byl vydán 30. července 2020, rok před vydáním alba. Píseň „Therefore I Am“ vyšla jako druhý singl alba 12. listopadu 2020. Singl debutoval na číslu 94 v žebříčku Billboard Hot 100, následující týden se píseň dostala na číslo dvě. Jedná se o čtvrtý největší skok v historii Billboard Hot 100 s rozdílem 92 pozic.
V únoru 2021 Billie oznámila, že album bude mít 16 skladeb. V dubnu začala naznačovat nadcházející hudbu a v příspěvku na Instagramu 26. dubna odhalila titul „Happier Than Ever“, včetně patnáctisekundového úryvku titulní skladby. Následující den oznámila název alba a datum jeho vydání. 28. dubna 2021 oznámila třetí singl „Your Power“, který byl vydán následující den 29. dubna. 2. června vyšla píseň „Lost Cause“ jako čtvrtý singl a pátý singl „NDA“ byl vydán 9. července. Hudební videoklip k titulní písni „Happier Than Ever“ vyšel ve stejný den jako album 31. července.

## Seznam skladeb
| Pořadí | Název                     | Délka |
| ------ | ------------------------- | ----- |
| 1.     | Getting Older             | 4:05  |
| 2.     | I Didn't Change My Number | 2:38  |
| 3.     | Billie Bossa Nova         | 3:16  |
| 4.     | My Future                 | 3:30  |
| 5.     | Oxytocin                  | 3:30  |
| 6.     | Goldwing                  | 2:31  |
| 7.     | Lost Cause                | 3:32  |
| 8.     | Halley's Comet            | 3:54  |
| 9.     | Not My Responsibility     | 3:47  |
| 10.    | Overheated                | 3:34  |
| 11.    | Everybody Dies            | 3:26  |
| 12.    | Your Power                | 4:05  |
| 13.    | NDA                       | 3:15  |
| 14.    | Therefore I Am            | 2:53  |
| 15.    | Happier Than Ever         | 4:58  |
| 16.    | Male Fantasy              | 3:14  |